# Чанчуньський метрополітен
Чанчуньський метрополітен (кит.: 长春轨道交通) — система ліній метро та ЛРТ в місті Чанчунь, Цзілінь, КНР. На всіх лініях використовується стандартна ширина колії та живлення потягів від повітряної контактної мережі. Всі станції Лінії 1 обладнані системою горизонтальний ліфт.

## Історія
Будівництво лінії ЛРТ в місті розпочалося 27 травня 2000 року, лінії метрополітену в квітні 2009 року.

### Хронологія розвитку системи
- 30 жовтня 2002 — відкрита початкова ділянка Лінії 3 «Changchun»—"Weiguangjie", з 17 станцій та 14,9 км
- 26 грудня 2006 — розширення Лінії 3 на 16 станцій та 17 км.
- 30 червня 2011 — відкрита початкова ділянка Лінії 4 «Dongdaqiao»—"Chechang", з 12 станцій та 13 км.
- 7 травня 2012 — розширення Лінії 4 на 3 станції та 3,3 км.
- 30 червня 2017 — відкрита Початкова ділянка Лінії 1, з 14 станцій та 18,1 км.
- 30 червня 2018 — відкрита Лінія 2.
- 30 жовтня 2018 — відкрита повністю естакадна Лінія 8.
- 26 січня 2019 — на діючій ділянці Лінії 1 відкрита станція «Changchun Railway Station»

## Лінії
Лінії 3 та 4 — ЛРТ з невеликими підземними ділянками, Лінія 1 — повністю підземна лінія метрополітену.
| №       | Дата відкриття | Останнє продовження | Кількість станцій | Кінцеві станції                    | Довжина в км | Кількість підземних станцій |
| ------- | -------------- | ------------------- | ----------------- | ---------------------------------- | ------------ | --------------------------- |
| Лінія 1 | 30 червня 2017 | 26 січня 2019       | 15                | «North Huancheng Road»—«Hongzuizi» | 18,1         | 15                          |
| Лінія 2 | 30 серпня 2018 | —                   | 18                | «Shuangfeng»—«Dongfang Square»     | 20,5         | 18                          |
| (1)     | 30 жовтня 2002 | 2006                | 33                | «Changchun»—«Changyingshijicheng»  | 31,9         | 1                           |
| (1)     | 30 червня 2011 | 2012                | 15                | «Changchunzhanbei»—«Chechang»      | 16,3         | 4                           |
| Лінія 8 | 30 жовтня 2018 | —                   | 12                | «North Ring Road»—«Guangtong Road» | 13,3         | —                           |

## Галерея

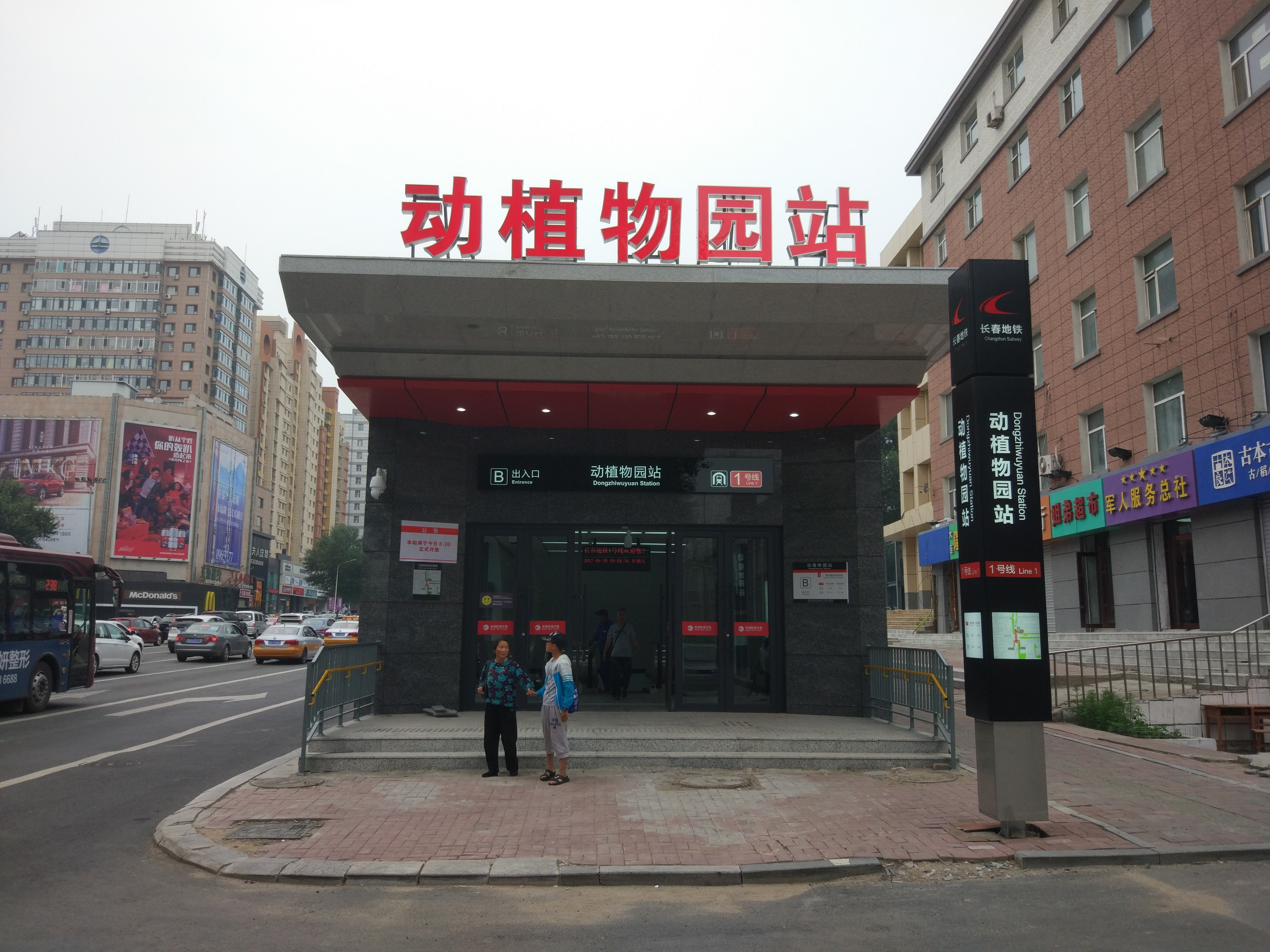
Вихід зі станції «Northeast Normal University»
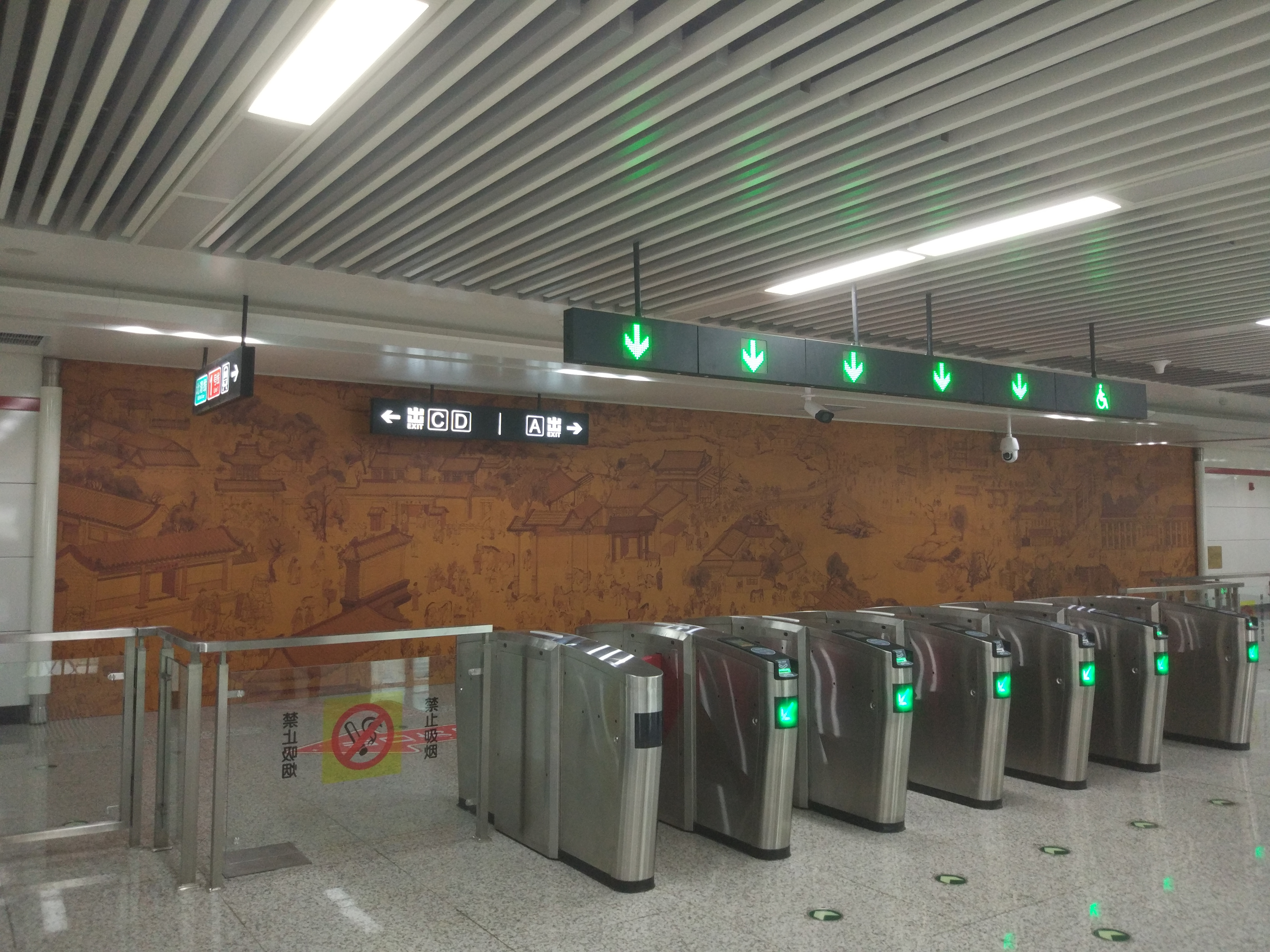
Турнікети на станції «North Huancheng Road»
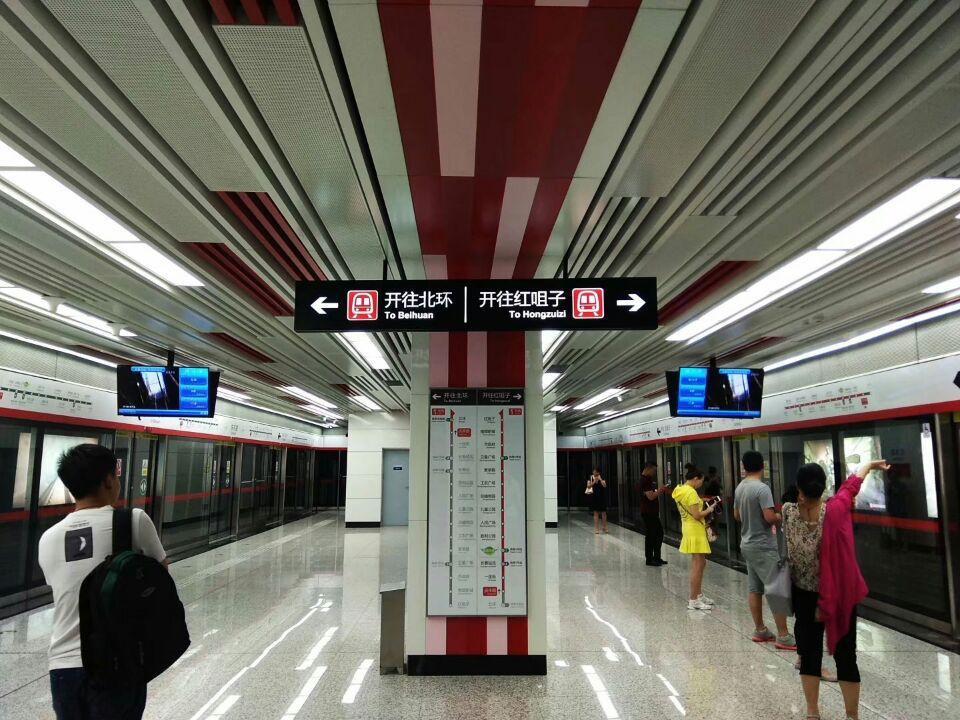
Платформа станції «Qingfeng Road»
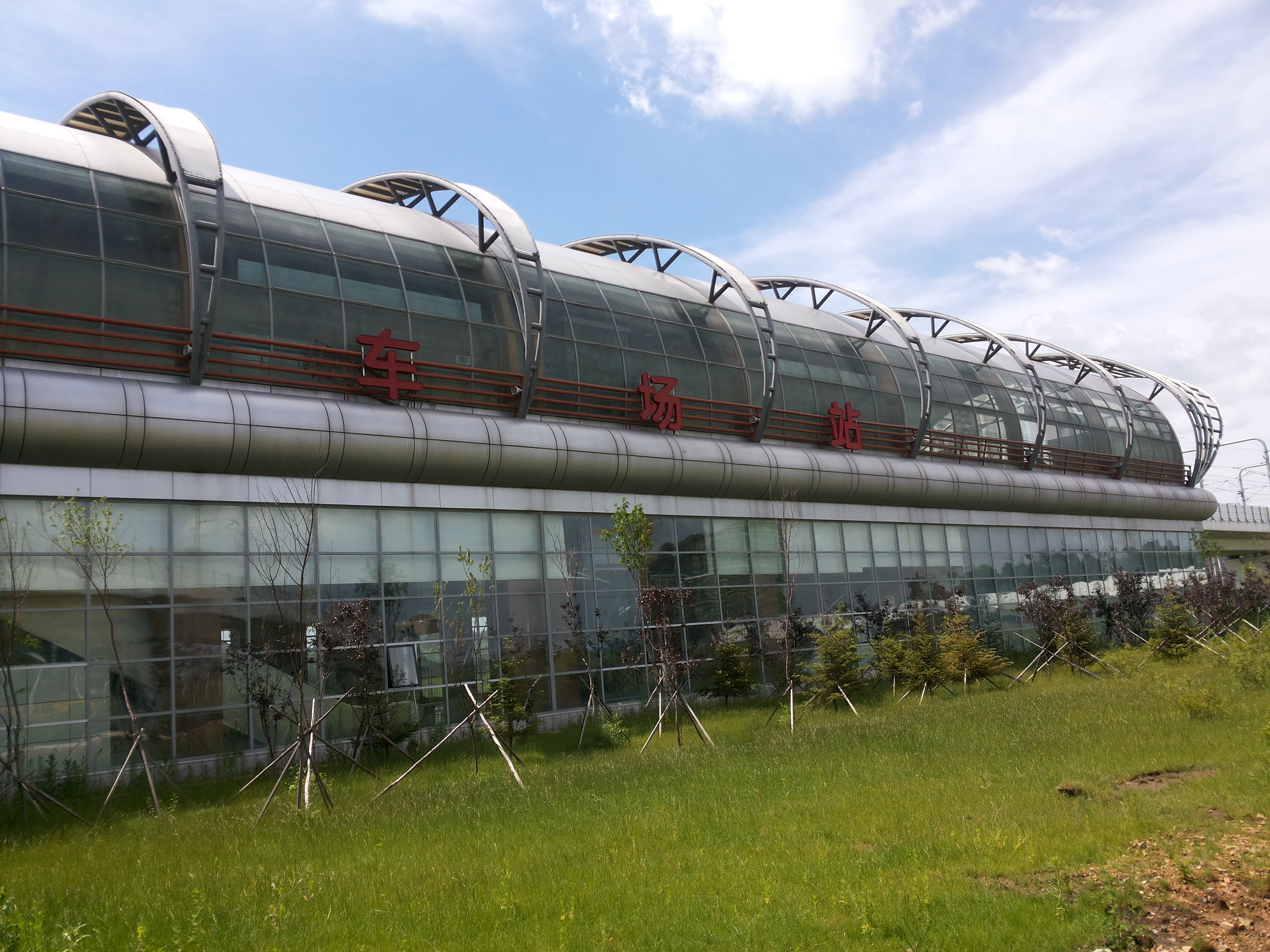
Естакадна станція «Chechang», Лінія 4